# Философская энциклопедия
Это статья о «Философской энциклопедии», изданной в СССР в 1960—1970 годах. Другие философские энциклопедии описаны в статьях Философские энциклопедии и словари и Энциклопедия философских наук.
Филосо́фская энциклопе́дия — советская отраслевая пятитомная энциклопедия, вышедшая в 1960—1970 годах в издательстве «Советская энциклопедия» под редакцией академика Ф. В. Константинова.

## История
Редакция поставила перед собой задачу «дать систематический свод знаний по истории философии и социологии, по диалектическому и историческому материализму, по философским вопросам современного естествознания и психологии, по вопросам логики, этики, эстетики, истории религии и атеизма».
В довольно разнородную по квалификации и принадлежности к научным школам редакционную коллегию издания входили В. Ф. Асмус, Б. Э. Быховский (тт. 2—5), Л. Ф. Денисова (т. 1), М. Т. Иовчук, М. Д. Каммари (тт. 2—3), Б. М. Кедров, П. В. Копнин (тт. 2—5), И. В. Кузнецов (тт. 2—5), А. Д. Макаров (с 1959, тт. 2—5), М. Б. Митин (тт. 4—5), Х. Н. Момджян, А. Ф. Окулов (тт. 2—5), Е. П. Ситковский, А. Г. Спиркин (заместитель главного редактора, тт. 2—5), В. П. Тугаринов, П. Н. Федосеев, Л. С. Шаумян.
В редакции работали: Л. Ф. Денисова (заведующий, т. 1), А. Г. Спиркин (заведующий, тт. 2—5), З. А. Каменский (история философии), А. И. Володин (русская философия), Н. М. Ланда (исторический материализм), Ю. Н. Давыдов (зарубежная философия), М. Б. Туровский (психология, философские вопросы естествознания), В. П. Шестаков (этика, эстетика, философия религии).
Авторский коллектив «Философской энциклопедии» включал также С. С. Аверинцева, Э. В. Ильенкова (раздел «диалектический материализм»), А. Ф. Лосева (это были его первые философские публикации после 1920-х), А. В. Михайлова и многих других выдающихся мыслителей. В него входили бывшие политзаключённые (Э. Г. Юдин) и будущие диссиденты и эмигранты (А. А. Зиновьев).
Каждый автор статей обозначен одним инициалом, фамилией и городом (или страной) проживания, без указания учёных званий и степеней.

## Оценки
Как замечал «двенадцать лет жизни отдавший пятитомнику философской энциклопедии» Александр Георгиевич Спиркин: «Он — дитя XX съезда».
По словам директора Института философии РАН и главного редактора «Новой философской энциклопедии» академика В. С. Стёпина, «Философская энциклопедия» «… была своеобразным переходом от кондового марксизма к более или менее нормальной философии».

## Издание
- Философская энциклопедия : в 5 т. / глав. ред. Ф. В. Константинов. — М.: Советская энциклопедия, 1960. — Т. 1 : А — Дидро. — 504 с. — 20 000 экз.
- Философская энциклопедия : в 5 т. / глав. ред. Ф. В. Константинов. — М.: Советская энциклопедия, 1962. — Т. 2 : Дизъюкция — Комическое. — 575 с. — 69 500 экз.
- Философская энциклопедия : в 5 т. / глав. ред. Ф. В. Константинов. — М.: Советская энциклопедия, 1964. — Т. 3 : Коммунизм — Наука. — 584 с. — 65 300 экз.
- Философская энциклопедия : в 5 т. / глав. ред. Ф. В. Константинов. — М.: Советская энциклопедия, 1967. — Т. 4 : Наука логики — Сигети. — 591 с. — 66 000 экз.
- Философская энциклопедия : в 5 т. / глав. ред. Ф. В. Константинов. — М.: Советская энциклопедия, 1970. — Т. 5 : Сигнальные системы — Яшты. — 740 с. — 60 500 экз.

В электронном виде «Философская энциклопедия» выпущена в 2006 году в издательстве «Директмедиа Паблишинг».